# Proratites simplex
Proratites simplex is een vliegensoort uit de familie van de venstervliegen (Scenopinidae). De wetenschappelijke naam van de soort is voor het eerst geldig gepubliceerd in 1999 door Grimaldi & Cumming.